# Percy Rojas
Percy Rojas Montero (Lima, 16 settembre 1949) è un ex calciatore peruviano, di ruolo attaccante.
Era soprannominato El Trucha ("La trota"). Con il Perù vinse la Copa América 1975. Ha giocato in Perù, Argentina e Belgio.

## Carriera
Inizia la carriera professionistica nei Universitario de Deportes in 1968, vince tre titoli (1969, 1971 e 1971), nell'estate 1975 viene ceduto al 
Independiente, con cui vince la Coppa Libertadores e la Coppa Interamericana di quell'anno.
Nel campionato della Copa Libertadores realizzò 20 gol in 51 partite.
Con la Nazionale peruviana prese parte al campionato del mondo 1978 e al campionato del mondo 1982 e conquistò la Coppa America 1975.

## Palmarès

### Club

#### Competizioni nazionali
- Campionato peruviano: 6

Universitario: 1969, 1971, 1974, 1982
Sporting Cristal: 1979, 1980
- Campionato belga di seconda divisione: 1

Seresien: 1982

#### Competizioni internazionali
- Coppa Libertadores: 1

Independiente:  1975
- Coppa Interamericana: 1

Independiente:  1975

### Nazionale
- Coppa America: 1

1975